# (85471) Maryam
(85471) Maryam (1997 LD4) – planetoida z pasa głównego asteroid okrążająca Słońce w ciągu 3,61 lat w średniej odległości 2,35 j.a. Odkryta 4 czerwca 1997 roku.